# Максим Кујунџић
Максим Кујунџић (Челебићи, код Коњица, 1923 — Заборани, код Невесиња, новембар 1944) био је учесник Народноослободилачке борбе и народни херој Југославије.

## Биографија
Рођен је 1923. године у Челебићима код Коњица, у земљорадничкој породици. Завршио је основну школу, а затим се бавио земљорадњом.
У Народноослободилачку борбу ступио је у децембру 1941. године. Постао је борац Коњичког батаљона, где је убрзо постао бомбаш.
Августа 1942. године, његов батаљон је ушао у састав новоформиране Десете херцеговачке бригаде. Убрзо је постао командир чете унутар бригаде. Истакао се у борбама на Оточцу, на Голешу где је са својом десетином убио шест Немаца, у борби за ослобођење Јајца, у борбама за ослобођење Прозора, Невесиња и у нападима на непријатеља на Парину, децембра 1942. године.
Истакао се и у борбама против Немаца на Равном, код Гацка, у време Пете непријатељске офанзиве. Тада је, када му је нестало муниције, сачекао на шумској стази Немце у заклону с празном пушком. Последњег из групе од четворице је ударио кундаком по глави, отео му машинку и одмах убио осталу тројицу, снабдевши се муницијом. 
У јесен 1943. године, био је постављен за заменика команданта батаљона, а нешто касније за команданта Омладинског батаљона у 29. херцеговачкој дивизији. У пролеће 1944. године, његов батаљон је водио борбу против црногорских четника на територији никшићког среза. 
Почетком новембра 1944. године, у Заборанима код Невесиња, погинуо је бранећи одступницу свом батаљону у борби с Немцима.
Указом Президијума Народне скупштине Федеративне Народне Републике Југославије, 20. децембра 1951. године, проглашен је за народног хероја.